# Liga Mistrzów UEFA (2005/2006)
Liga Mistrzów UEFA 2005/2006 – 14. sezon Ligi Mistrzów UEFA, najbardziej prestiżowego turnieju w europejskiej klubowej piłce nożnej, rozgrywanego od 1992 roku (51. turniej ogólnie, wliczając Puchar Europy Mistrzów Klubowych).
Finał rozegrany został 17 maja 2006 na stadionie Stade de France w Paryżu, a zwycięstwo odniósł zespół FC Barcelona.
Rozgrywki składają się z 3 części:
- fazy kwalifikacyjnej,
- fazy grupowej,
- fazy pucharowej.

## I runda kwalifikacyjna
Pierwsze mecze:
12 lipca 2005
| Kajrat Ałmaty         | 2 – 0 | Artmedia Petržalka Bratysława |
| Neftçi PFK            | 2 – 0 | Hafnarfjarðar                 |
| FC Levadia Tallinn    | 1 – 0 | Dinamo Tbilisi                |
| Dynama Mińsk          | 1 – 1 | Anorthosis Famagusta Larnaka  |
| Sliema Wanderers      | 1 – 4 | Sheriff Tyraspol              |
| FK Rabotniczki Skopje | 6 – 0 | Skonto Ryga                   |

13 lipca 2005
| FC Haka        | 1 – 0 | Piunik Erywań      |
| F91 Dudelange  | 0 – 1 | Zrinjski Mostar    |
| HB Tórshavn    | 2 – 4 | FBK Kaunas         |
| Glentoran F.C. | 1 – 2 | Shelbourne FC      |
| NK Nova Gorica | 2 – 0 | SK Tirana          |
| Liverpool F.C. | 3 – 0 | TNS Llansantffraid |

Mecze rewanżowe:
19 lipca 2005
| Dinamo Tbilisi    | 2 – 0 | Levadia Tallinn |
| FBK Kaunas        | 4 – 0 | HB Tórshavn     |
| Llansantffraid FC | 0 – 3 | Liverpool F.C.  |

20 lipca 2005
| Piunik Erywań                 | 2 – 2     | FC Haka               |
| Zrinjski Mostar               | 0 – 4 pd. | F91 Dudelange         |
| Skonto Ryga                   | 1 – 0     | FK Rabotniczki Skopje |
| Anorthosis Famagusta Larnaka  | 1 – 0     | Dynama Mińsk          |
| Sheriff Tyraspol              | 2 – 0     | Sliema Wanderers      |
| Artmedia Petržalka Bratysława | 4 – 1 pd. | Kajrat Ałmaty         |
| Shelbourne FC                 | 4 – 1     | Glentoran F.C.        |
| SK Tirana                     | 3 – 0     | NK Nova Gorica        |
| Hafnarfjarðar                 | 1 – 2     | Neftçi PFK            |

## II runda kwalifikacyjna
Pierwsze mecze:
26 lipca 2005
| Dinamo Tbilisi (Gruzja)             | 0 – 2 | Brøndby IF (Dania)       |
| Dynamo Kijów (Ukraina)              | 2 – 2 | FC Thun (Szwajcaria)     |
| Anorthosis Famagusta Larnaka (Cypr) | 3 – 1 | Trabzonspor (Turcja)     |
| RSC Anderlecht (Belgia)             | 5 – 0 | Neftçi PFK (Azerbejdżan) |
| FBK Kaunas (Litwa)                  | 1 – 3 | Liverpool F.C. (Anglia)  |
| Vålerenga Fotball (Norwegia)        | 1 – 0 | FC Haka (Finlandia)      |

27 lipca 2005
| F91 Dudelange (Luksemburg)               | 1 – 6 | Rapid Wiedeń (Austria)     |
| FK Partizan (Serbia i Czarnogóra)        | 1 – 0 | Szerif Tyraspol (Mołdawia) |
| Artmedia Petržalka Bratysława (Słowacja) | 5 – 0 | Celtic F.C. (Szkocja)      |
| FK Rabotniczki Skopje (Macedonia)        | 1 – 1 | Lokomotiw Moskwa (Rosja)   |
| Malmö FF (Szwecja)                       | 3 – 2 | Maccabi Hajfa (Izrael)     |
| SK Tirana (Albania)                      | 0 – 2 | CSKA Sofia (Bułgaria)      |
| Shelbourne FC (Irlandia)                 | 0 – 0 | Steaua Bukareszt (Rumunia) |
| Debreceni VSC (Węgry)                    | 3 – 0 | Hajduk Split (Chorwacja)   |

Mecze rewanżowe:
2 sierpnia 2005
| Celtic F.C. (Szkocja)   | 4 – 0 | Artmedia Petržalka Bratysława (Słowacja) |
| Liverpool F.C. (Anglia) | 2 – 0 | FBK Kaunas (Litwa)                       |

3 sierpnia 2005
| Neftçi PFK (Azerbejdżan)   | 1 – 0 | RSC Anderlecht (Belgia)             |
| Brøndby IF (Dania)         | 3 – 1 | Dinamo Tbilisi (Gruzja)             |
| Szerif Tyraspol (Mołdawia) | 0 – 1 | FK Partizan (Serbia i Czarnogóra)   |
| Hajduk Split (Chorwacja)   | 0 – 5 | Debreceni VSC (Węgry)               |
| CSKA Sofia (Bułgaria)      | 2 – 0 | SK Tirana (Albania)                 |
| FC Haka (Finlandia)        | 1 – 4 | Vålerenga Fotball (Norwegia)        |
| Lokomotiw Moskwa (Rosja)   | 2 – 0 | FK Rabotniczki Skopje (Macedonia)   |
| Rapid Wiedeń (Austria)     | 3 – 2 | F91 Dudelange (Luksemburg)          |
| FC Thun (Szwajcaria)       | 1 – 0 | Dynamo Kijów (Ukraina)              |
| Maccabi Hajfa (Izrael)     | 2 – 2 | Malmö FF (Szwecja)                  |
| Steaua Bukareszt (Rumunia) | 4 – 1 | Shelbourne FC (Irlandia)            |
| Trabzonspor (Turcja)       | 1 – 0 | Anorthosis Famagusta Larnaka (Cypr) |

## III runda kwalifikacyjna
Pierwsze mecze:
9 sierpnia 2005
| Wisła Kraków (Polska)               | 3 – 1 | Panathinaikos AO (Grecja) |
| Manchester United (Anglia)          | 3 – 0 | Debreceni VSC (Węgry)     |
| Everton F.C. (Anglia)               | 1 – 2 | Villarreal CF (Hiszpania) |
| Vålerenga Fotball (Norwegia)        | 1 – 0 | Club Brugge (Belgia)      |
| Anorthosis Famagusta Larnaka (Cypr) | 1 – 2 | Rangers (Szkocja)         |
| Real Betis (Hiszpania)              | 1 – 0 | AS Monaco (Francja)       |

10 sierpnia 2005
| FC Basel (Szwajcaria)                    | 2 – 1 | Werder Brema (Niemcy)             |
| Artmedia Petržalka Bratysława (Słowacja) | 0 – 0 | FK Partizan (Serbia i Czarnogóra) |
| Szachtar Donieck (Ukraina)               | 0 – 2 | Inter Mediolan (Włochy)           |
| Steaua Bukareszt (Rumunia)               | 1 – 1 | Rosenborg BK (Norwegia)           |
| Malmö FF (Szwecja)                       | 0 – 1 | FC Thun (Szwajcaria)              |
| CSKA Sofia (Bułgaria)                    | 1 – 3 | Liverpool F.C. (Anglia)           |
| Sporting CP (Portugalia)                 | 0 – 1 | Udinese Calcio (Włochy)           |
| Rapid Wiedeń (Austria)                   | 1 – 1 | Lokomotiw Moskwa (Rosja)          |
| RSC Anderlecht (Belgia)                  | 2 – 1 | Slavia Praga (Czechy)             |
| Brøndby IF (Dania)                       | 2 – 2 | AFC Ajax (Holandia)               |

Mecze rewanżowe:
23 sierpnia 2005
| Lokomotiw Moskwa (Rosja)          | 0 – 1             | Rapid Wiedeń (Austria)                   |
| FK Partizan (Serbia i Czarnogóra) | 0 – 0 pd., k. 3:4 | Artmedia Petržalka Bratysława (Słowacja) |
| FC Thun (Szwajcaria)              | 3 – 0             | Malmö FF (Szwecja)                       |
| AS Monaco (Francja)               | 2 – 2             | Real Betis (Hiszpania)                   |
| Panathinaikos AO (Grecja)         | 4 – 1 pd.         | Wisła Kraków (Polska)                    |
| Rosenborg BK (Norwegia)           | 3 – 2             | Steaua Bukareszt (Rumunia)               |
| Udinese Calcio (Włochy)           | 3 – 2             | Sporting CP (Portugalia)                 |
| Liverpool F.C. (Anglia)           | 0 – 1             | CSKA Sofia (Bułgaria)                    |

24 sierpnia 2005
| Slavia Praga (Czechy)     | 0 – 2             | RSC Anderlecht (Belgia)             |
| AFC Ajax (Holandia)       | 3 – 1             | Brøndby IF (Dania)                  |
| Club Brugge (Belgia)      | 1 – 0 pd., k. 4:3 | Vålerenga Fotball (Norwegia)        |
| Debreceni VSC (Węgry)     | 0 – 3             | Manchester United (Anglia)          |
| Rangers (Szkocja)         | 2 – 0             | Anorthosis Famagusta Larnaka (Cypr) |
| Werder Brema (Niemcy)     | 3 – 0             | FC Basel (Szwajcaria)               |
| Inter Mediolan (Włochy)   | 1 – 1             | Szachtar Donieck (Ukraina)          |
| Villarreal CF (Hiszpania) | 2 – 1             | Everton F.C. (Anglia)               |

## Faza grupowa

### Grupa A
| Drużyna          | Pkt | Mecze | Wyg | Rem | Por | BrZd | BrStr |
| ---------------- | --- | ----- | --- | --- | --- | ---- | ----- |
| Juventus F.C.    | 15  | 6     | 5   | 0   | 1   | 12   | 4     |
| Bayern Monachium | 13  | 6     | 4   | 1   | 1   | 10   | 5     |
| Club Brugge      | 7   | 6     | 2   | 1   | 3   | 6    | 7     |
| Rapid Wiedeń     | 0   | 6     | 0   | 0   | 6   | 3    | 15    |

14 września 2005
- Club Brugge – Juventus F.C. 1:2 (0:0)

Jeanvion Yulu-Matondo 85 – Pavel Nedvěd 66, David Trezeguet 75
- Rapid Wiedeń – Bayern Monachium 0:1 (0:0)

Paolo Guerrero 60
27 września 2005
- Bayern Monachium – Club Brugge 1:0 (1:0)

Martín Demichelis 38
- Juventus F.C. – Rapid Wiedeń 3:0 (1:0)

David Trezeguet 27, Adrian Mutu 82, Zlatan Ibrahimović 85
18 października 2005
- Rapid Wiedeń – Club Brugge 0:1 (0:0)

Bosko Balaban 75
- Bayern Monachium – Juventus F.C. 2:1(2:0)

Sebastian Deisler 32, Martín Demichelis 37 – Zlatan Ibrahimović 90
2 listopada 2005
- Club Brugge – Rapid Wiedeń 3:2 (2:1)

Javier Portillo 9, Boško Balaban 25, Gert Verheyen 63 – Marek Kincl 1, Steffen Hofmann 81
- Juventus F.C. – Bayern Monachium 2:1 (0:0)

David Trezeguet 62, 85 – Sebastian Deisler 66
22 listopada 2005
- Juventus F.C. – Club Brugge 1:0 (0:0)

Alessandro Del Piero 80
- Bayern Monachium – Rapid Wiedeń 4:0 (1:0)

Sebastian Deisler 21, Ali Karimi 54, Roy Makaay 73, 77
7 grudnia 2005
- Club Brugge – Bayern Monachium 1:1 (1:1)

Javier Portillo 32 – Claudio Pizarro 21
- Rapid Wiedeń – Juventus F.C. 1:3 (0:3)

Marek Kincl 53 – Alessandro Del Piero 35, 45, Zlatan Ibrahimović 42

### Grupa B
| Drużyna      | Pkt | Mecze | Wyg | Rem | Por | BrZd | BrStr |
| ------------ | --- | ----- | --- | --- | --- | ---- | ----- |
| Arsenal F.C. | 16  | 6     | 5   | 1   | 0   | 10   | 2     |
| AFC Ajax     | 11  | 6     | 3   | 2   | 1   | 10   | 6     |
| FC Thun      | 4   | 6     | 1   | 1   | 4   | 4    | 9     |
| Sparta Praga | 2   | 6     | 0   | 2   | 4   | 2    | 9     |

14 września 2005
- Arsenal F.C. – FC Thun 2:1 (0:0)

Gilberto Silva 51, Dennis Bergkamp 92 – Nelson Ferreira 53
- Sparta Praga – AFC Ajax 1:1 (0:0)

Miroslav Matušovič 66 – Wesley Sneijder 91
27 września 2005
- AFC Ajax – Arsenal F.C. 1:2 (0:1)

Markus Rosenberg 70 – Fredrik Ljungberg 2, Robert Pirès 69 (k)
- FC Thun – Sparta Praga 1:0 (0:0)

Selver Hodzić 89
18 października 2005
- Sparta Praga – Arsenal F.C. 0:2 (0:1)

Thierry Henry 21, 74
- AFC Ajax – FC Thun 2:0 (1:0)

Janis Anastasiu 36, 55
2 listopada 2005
- Arsenal F.C. – Sparta Praga 3:0 (1:0)

Thierry Henry 23, Robin van Persie 82, 86
- FC Thun – AFC Ajax 2:4 (0:1)

Mauro Lustrinelli 56, Adriano Pimenta 74 – Wesley Sneijder 27, Janis Anastasiu 63, Nigel de Jong 91, Nourdin Boukhari 93
22 listopada 2005
- FC Thun – Arsenal F.C. 0:1 (0:0)

Robert Pirès 88 (k)
- AFC Ajax – Sparta Praga 2:1 (0:0)

Nigel de Jong 68, 89 – Martin Petráš 90
7 grudnia 2005
- Arsenal F.C. – AFC Ajax 0:0
- Sparta Praga – FC Thun 0:0

### Grupa C
| Drużyna          | Pkt | Mecze | Wyg | Rem | Por | BrZd | BrStr |
| ---------------- | --- | ----- | --- | --- | --- | ---- | ----- |
| FC Barcelona     | 16  | 6     | 5   | 1   | 0   | 16   | 2     |
| Werder Brema     | 7   | 6     | 2   | 1   | 3   | 12   | 12    |
| Udinese Calcio   | 7   | 6     | 2   | 1   | 3   | 10   | 12    |
| Panathinaikos AO | 4   | 6     | 1   | 1   | 4   | 4    | 16    |

14 września 2005
- Werder Brema – FC Barcelona 0:2 (0:1)

Deco 13, Ronaldinho 76 (k)
- Udinese Calcio – Panathinaikos AO 3:0 (1:0)

Vincenzo Iaquinta 28, 73, 78
27 września 2005
- Panathinaikos AO – Werder Brema 2:1 (2:1)

Ezequiel González 5 (k), Ewangelos Mandzios 8 – Miroslav Klose 41
- FC Barcelona – Udinese Calcio 4:1 (3:1)

Ronaldinho 13, 32, 90 (k), Deco 41 – Felipe 24
18 października 2005
- Udinese Calcio – Werder Brema 1:1 (0:0)

Antonio Di Natale 86 – Felipe 64 (s)
- Panathinaikos AO – FC Barcelona 0:0

2 listopada 2005
- Werder Brema – Udinese Calcio 4:3 (2:0)

Miroslav Klose 15, Frank Baumann 24, Johan Micoud 51, 67 – Antonio Di Natale 54, 57, Christian Schulz 60 (s)
- FC Barcelona – Panathinaikos AO 5:0 (4:0)

Mark van Bommel 1, Samuel Eto’o 14, 40, 65, Lionel Messi 34
22 listopada 2005
- FC Barcelona – Werder Brema 3:1 (2:1)

Gabri 14, Ronaldinho 26, Henrik Larsson 71 – Tim Borowski 22 (k)
- Panathinaikos AO – Udinese Calcio 1:2 (1:0)

Konstandinos Charalambidis 45 – Vincenzo Iaquinta 81, Vincent Candela 83
7 grudnia 2005
- Werder Brema – Panathinaikos AO 5:1 (3:0)

Nelson Valdez 28, 31, Johan Micoud 2 (k), Miroslav Klose 51, Torsten Frings 90+1 – Nasief Morris 53
- Udinese Calcio – FC Barcelona 0:2 (0:0)

Santiago Ezquerro 85, Andrés Iniesta 90

### Grupa D
| Drużyna           | Pkt | Mecze | Wyg | Rem | Por | BrZd | BrStr |
| ----------------- | --- | ----- | --- | --- | --- | ---- | ----- |
| Villarreal CF     | 10  | 6     | 2   | 4   | 0   | 3    | 1     |
| SL Benfica        | 8   | 6     | 2   | 2   | 2   | 5    | 5     |
| Lille OSC         | 6   | 6     | 1   | 3   | 2   | 1    | 2     |
| Manchester United | 6   | 6     | 1   | 3   | 2   | 3    | 4     |

14 września 2005
- SL Benfica – Lille OSC 1:0 (0:0)

Fabrizio Miccoli 92
- Villarreal CF – Manchester United 0:0

27 września 2005
- Manchester United – SL Benfica 2:1 (1:0)

Ryan Giggs 39, Ruud van Nistelrooy 85 – Simão Sabrosa 59
- Lille OSC – Villarreal CF 0:0

18 października 2005
- Villarreal CF – SL Benfica 1:1 (0:0)

Juan Román Riquelme 73 (k) – Manuel Fernandes 77
- Manchester United – Lille OSC 0:0

2 listopada 2005
- SL Benfica – Villarreal CF 0:1 (0:0)

Marcos Senna 81
- Lille OSC – Manchester United 1:0 (1:0)

Milenko Ačimovič 38
22 listopada 2005
- Lille OSC – SL Benfica 0:0
- Manchester United – Villarreal CF 0:0

7 grudnia 2005
- SL Benfica – Manchester United 2:1 (2:1)

Geovanni 16, Beto 34 – Paul Scholes 6
- Villarreal CF – Lille OSC 1:0 (0:0)

Guayre 67

### Grupa E
| Drużyna       | Pkt | Mecze | Wyg | Rem | Por | BrZd | BrStr |
| ------------- | --- | ----- | --- | --- | --- | ---- | ----- |
| A.C. Milan    | 11  | 6     | 3   | 2   | 1   | 12   | 6     |
| PSV           | 10  | 6     | 3   | 1   | 2   | 4    | 6     |
| FC Schalke 04 | 8   | 6     | 2   | 2   | 2   | 12   | 9     |
| Fenerbahçe SK | 4   | 6     | 1   | 1   | 4   | 7    | 14    |

13 września 2005
- PSV – FC Schalke 04 1:0 (1:0)

Jan Vennegoor of Hesselink 33
- A.C. Milan – Fenerbahçe SK 3:1 (1:0)

Kaká 18, 89, Andrij Szewczenko 87 – Alex 63 (k)
28 września 2005
- Fenerbahçe SK – PSV 3:0 (1:0)

Alex 40 (k), 68, Stephen Appiah 90
- FC Schalke 04 – A.C. Milan 2:2 (1:1)

Soren Larsen 3, Hamit Altıntop 70 – Clarence Seedorf 1, Andrij Szewczenko 59
19 października 2005
- A.C. Milan – PSV 0:0
- Fenerbahçe SK – FC Schalke 04 3:3 (1:0)

Fábio Luciano 14, Marcio Nobre 73, Stephen Appiah 79 – Lincoln 59, 62, Kevin Kurányi 77
1 listopada 2005
- PSV – A.C. Milan 1:0 (1:0)

Jefferson Farfán 12
- FC Schalke 04 – Fenerbahçe SK 2:0 (1:0)

Kevin Kurányi 32, Ebbe Sand 91
23 listopada 2005
- FC Schalke 04 – PSV 3:0 (1:0)

Lewan Kobiaszwili 18 (k), 72, 79 (k)
- Fenerbahçe SK – A.C. Milan 0:4 (0:1)

Andrij Szewczenko 16, 52, 70, 76
6 grudnia 2005
- A.C. Milan – FC Schalke 04 3:2 (1:1)

Kaká 52, 60, Andrea Pirlo 42 – Christian Poulsen 44, Lincoln 66
- PSV – Fenerbahçe SK 2:0 (1:0)

Phillip Cocu 14, Jefferson Farfán 85

### Grupa F
| Drużyna        | Pkt | Mecze | Wyg | Rem | Por | BrZd | BrStr |
| -------------- | --- | ----- | --- | --- | --- | ---- | ----- |
| Olympique Lyon | 16  | 6     | 5   | 1   | 0   | 13   | 4     |
| Real Madryt    | 10  | 6     | 3   | 1   | 2   | 10   | 8     |
| Rosenborg BK   | 4   | 6     | 1   | 1   | 4   | 6    | 11    |
| Olympiakos SFP | 4   | 6     | 1   | 1   | 4   | 7    | 13    |

13 września 2005
- Olympiakos SFP – Rosenborg BK 1:3 (1:1)

Alejandro Lago 19 (s) – Per Ciljan Skjelbred 42, Dimitris Mawrojenidis 49 (s), Øyvind Storflor 90
- Olympique Lyon – Real Madryt 3:0 (3:0)

John Carew 21, Juninho Pernambucano 25, Sylvain Wiltord 31
28 września 2005
- Real Madryt – Olympiakos SFP 2:1 (1:0)

Raúl 9, Roberto Soldado 86 – Pandelis Kafes 47
- Rosenborg BK – Olympique Lyon 0:1 (0:1)

Cris 45
19 października 2005
- Olympique Lyon – Olympiakos SFP 2:1 (1:0)

Juninho Pernambucano 4, Sidney Govou 89 – Pandelis Kafes 84
- Real Madryt – Rosenborg BK 4:1 (0:1)

Jonathan Woodgate 48, Raúl 52, Iván Helguera 68, David Beckham 82 – Roar Strand 40
1 listopada 2005
- Olympiakos SFP – Olympique Lyon 1:4 (1:2)

Tijani Babangida 3 – Juninho Pernambucano 11, John Carew 44, 57, Mahamadou Diarra 55
- Rosenborg BK – Real Madryt 0:2 (0:2)

Mikael Dorsin 26 (s), Guti 41
23 listopada 2005
- Rosenborg BK – Olympiakos SFP 1:1 (0:1)

Thorstein Helstad 87 – Rivaldo 25
- Real Madryt – Olympique Lyon 1:1 (1:0)

Guti 41 – John Carew 72
6 grudnia 2005
- Olympiakos SFP – Real Madryt 2:1 (1:0)

Erol Bulut 50, Rivaldo 87 – Sergio Ramos 7
- Olympique Lyon – Rosenborg BK 2:1 (0:1)

Karim Benzema 33, Fred 90 – Daniel Braaten 68

### Grupa G
| Drużyna        | Pkt | Mecze | Wyg | Rem | Por | BrZd | BrStr |
| -------------- | --- | ----- | --- | --- | --- | ---- | ----- |
| Liverpool F.C. | 12  | 6     | 3   | 3   | 0   | 6    | 1     |
| Chelsea F.C.   | 11  | 6     | 3   | 2   | 1   | 7    | 1     |
| Real Betis     | 7   | 6     | 2   | 1   | 3   | 3    | 7     |
| RSC Anderlecht | 3   | 6     | 1   | 0   | 5   | 1    | 8     |

13 września 2005
- Real Betis – Liverpool F.C. 1:2 (0:2)

Arzu 51 – Florent Sinama-Pongolle 4, Luis García 14
- Chelsea F.C. – RSC Anderlecht 1:0 (1:0)

Frank Lampard 19
28 września 2005
- RSC Anderlecht – Real Betis 0:1 (0:0)

Ricardo Oliveira 68
- Liverpool F.C. – Chelsea F.C. 0:0

19 października 2005
- Chelsea F.C. – Real Betis 4:0 (2:0)

Didier Drogba 24, Ricardo Carvalho 44, Joe Cole 59, Hernán Crespo 64
- RSC Anderlecht – Liverpool F.C. 0:1 (0:1)

Djibril Cissé 20
1 listopada 2005
- Real Betis – Chelsea F.C. 1:0 (1:0)

Dani 28
- Liverpool F.C. – RSC Anderlecht 3:0 (1:0)

Fernando Morientes 34, Luis Garcia 61, Djibril Cissé 89
23 listopada 2005
- Liverpool F.C. – Real Betis 0:0
- RSC Anderlecht – Chelsea F.C. 0:2 (0:2)

Hernán Crespo 8, Ricardo Carvalho 15
6 grudnia 2005
- Real Betis – RSC Anderlecht 0:1 (0:1)

Vincent Kompany 44
- Chelsea F.C. – Liverpool F.C. 0:0

### Grupa H
| Drużyna                       | Pkt | Mecze | Wyg | Rem | Por | BrZd | BrStr |
| ----------------------------- | --- | ----- | --- | --- | --- | ---- | ----- |
| Inter Mediolan                | 13  | 6     | 4   | 1   | 1   | 9    | 4     |
| Rangers                       | 7   | 6     | 1   | 4   | 1   | 7    | 7     |
| Artmedia Petržalka Bratysława | 6   | 6     | 1   | 3   | 2   | 5    | 9     |
| FC Porto                      | 5   | 6     | 1   | 2   | 3   | 8    | 9     |

13 września 2005
- Artmedia Petržalka Bratysława – Inter Mediolan 0:1 (0:1)

Julio Cruz 17
- Rangers – FC Porto 3:2 (1:0)

Peter Løvenkrands 35, Dado Pršo 59, Sotiris Kirjakos 86 – Pepe 47, 71
28 września 2005
- FC Porto – Artmedia Petržalka Bratysława 2:3 (2:1)

Luis González 32, Diego 39 – Peter Petráš 45, Ján Kozák 54, Balázs Borbély 74
- Inter Mediolan – Rangers 1:0 (0:0)

David Pizarro 49
19 października 2005
- Rangers – Artmedia Petržalka Bratysława 0:0
- FC Porto – Inter Mediolan 2:0 (2:0)

Marco Materazzi 22 (s), Benny McCarthy 35
1 listopada 2005
- Artmedia Petržalka Bratysława – Rangers 2:2 (1:2)

Balázs Borbély 8, Ján Kozák 59 – Dado Pršo 3, Steven Thompson 44
- Inter Mediolan – FC Porto 2:1 (0:1)

Julio Cruz 75 (k), 82 – Hugo Almeida 16
23 listopada 2005
- Inter Mediolan – Artmedia Petržalka Bratysława 4:0 (2:0)

Luis Figo 28, Adriano 41, 59, 74
- FC Porto – Rangers 1:1 (0:0)

Lisandro López 60 – Ross McCormack 83
6 grudnia 2005
- Artmedia Petržalka Bratysława – FC Porto 0:0
- Rangers – Inter Mediolan 1:1 (1:1)

Peter Løvenkrands 38 – Adriano 30

#### Legenda
- kolor zielony – awans do 1/8
- kolor różowy – awans do Pucharu UEFA

## 1/8 finału
21 lutego 2006
| Real Madryt | 0 – 1 | Arsenal F.C.   | Henry 47'                         |
| PSV         | 0 – 1 | Olympique Lyon | Juninho 65'                       |
| FC Bayern   | 1 – 1 | A.C. Milan     | Ballack 23' – Szewczenko 58' (k.) |
| SL Benfica  | 1 – 0 | Liverpool F.C. | Luisao 84'                        |

22 lutego 2006
| Chelsea F.C. | 1 – 2 | FC Barcelona   | Motta 59' (sam.) – Terry 72' (sam.), Eto’o 80'                   |
| Rangers      | 2 – 2 | Villarreal CF  | Løvenkrands 22', Peña 82' – sam. – Riquelme 8' – k., Forlán 35'  |
| Werder Brema | 3 – 2 | Juventus F.C.  | Schulz 39', Borowski 87', Micoud 90' – Nedvěd 73', Trezeguet 82' |
| AFC Ajax     | 2 – 2 | Inter Mediolan | Huntelaar 16', Rosales 20' – Stanković 49', Cruz 86'             |

Rewanże:
7 marca 2006
| FC Barcelona  | 1 – 1 | Chelsea F.C. | Ronaldinho 78' – Lampard 90' – k.       |
| Villarreal CF | 1 – 1 | Rangers      | Arruabarrena 49' – Løvenkrands 12'      |
| Juventus F.C. | 2 – 1 | Werder Brema | Trezeguet 65', Emerson 88' – Micoud 13' |

8 marca 2006
| Arsenal F.C.   | 0 – 0 | Real Madryt |                                                        |
| Liverpool F.C. | 0 – 2 | SL Benfica  | Simāo 36', Miccoli 89'                                 |
| A.C. Milan     | 4 – 1 | FC Bayern   | Inzaghi 8', 47', Szewczenko 25', Kaká 59' – Ismael 35' |
| Olympique Lyon | 4 – 0 | PSV         | Tiago 26', 45', Wiltord 71', Fred 90'                  |

9 marca 2006
| Inter Mediolan | 1 – 0 | AFC Ajax | Stanković 57' |

## Ćwierćfinały
Pierwsze mecze:
28 marca 2006
| SL Benfica   | 0 – 0 | FC Barcelona  |                         |
| Arsenal F.C. | 2 – 0 | Juventus F.C. | Fàbregas 40', Henry 69' |

29 marca 2006
| Inter Mediolan | 2 – 1 | Villarreal CF | Adriano 7', Martins 54' – Forlan 1' |
| Olympique Lyon | 0 – 0 | A.C. Milan    |                                     |

Rewanże:
4 kwietnia 2006
| Villarreal CF | 1 – 0 | Inter Mediolan | Arruabarrena 58'                              |
| A.C. Milan    | 3 – 1 | Olympique Lyon | Inzaghi 25', 88', Szewczenko 90' – Diarra 31' |

5 kwietnia 2006
| Juventus F.C. | 0 – 0 | Arsenal F.C. |                           |
| FC Barcelona  | 2 – 0 | SL Benfica   | Ronaldinho 19', Eto’o 89' |

## Półfinały
18 kwietnia 2006
| A.C. Milan | 0 – 1 | FC Barcelona | Giuly 57' |

19 kwietnia 2006
| Arsenal F.C. | 1 – 0 | Villarreal CF | K. Touré 41' |

Rewanże:
25 kwietnia 2006
| Villarreal CF (Hiszpania) | 0 – 0 | Arsenal F.C. (Anglia) |

26 kwietnia 2006
| FC Barcelona (Hiszpania) | 0 – 0 | A.C. Milan (Włochy) |

## Finał
17 maja 2006 na stadionie Stade de France w Paryżu.
| FC Barcelona Eto’o 76', Belletti 81' | 2 – 1 | Arsenal F.C. Campbell 36' | Sędzia: Terje Hauge Składy: Barcelona: Víctor Valdés – Oleguer (71.Belletti), Puyol, Márquez, van Bronckhorst – Deco, Edmilson (46.Iniesta), van Bommel (61.Larsson) – Giuly, Eto’o, Ronaldinho Arsenal: Lehmann – Eboué, K.Touré, Campbell, A.Cole – Hleb (85.Reyes), Fàbregas (74.Flamini), G.Silva, Ljungberg, Pirès (20.Almunia) – Henry Oleguer, Larsson – Eboue, Henry Lehmann (18. minuta – faul taktyczny) |